# Néac
 Néac  es una población y comuna francesa, situada en la región de Aquitania, departamento de Gironda, en el distrito de Libourne y cantón de Lussac.

## Demografía
| 489 | 548 | 508 | 509 | 463 | 403 |
| Para los censos de 1962 a 1999 la población legal corresponde a la población sin duplicidades (Fuente: INSEE [Consultar]) |     |     |     |     |     |